# 瀰濃東門樓
瀰濃東門樓，是位於臺灣高雄市美濃區的城門，最初為清治時期瀰濃庄的東門，面臨美濃溪，現為高雄市市定古蹟。

## 歷史
乾隆20年（1755年），基於防衛的需要，瀰濃庄東柵門加建門樓，是瀰濃庄四個柵門中唯一的城門樓。光緒二十一年（1895年）乙未戰爭，由於日軍攻陷美濃，導致東門樓毀壞。
昭和12年（1937年），由在地居民鍾春發等鄉紳、耆老發起重建為樓高三層、鋼骨水泥的形式建築；並在太平洋戰爭期間又增設小屋並掛大鐘以為防空警報。
在第二次世界大戰結束後，民國39年（1950年），當地人拆除小屋與大鐘，並仿清代龍簷鳳閣之外觀形式重新修建為今日的樣貌。
高雄縣政府在2000年指定瀰濃東門樓為縣定古蹟。2014年，因長期自然風化、地震及結構老化等因素，樓體產生多處裂縫、坑洞、混凝土剝離與鋼筋外露，另樓頂屋脊、剪黏、彩繪等裝飾也因褪色、剝落而損壞，市府為保存這座古蹟，決定修復，進行結構補強、泥塑屋瓦清洗、面層仿作、屋脊、歸帶、垂脊、牆面及樓梯修復等，以原貌修復為原則進行工程，工程則於2014年底完成。工程期間發現屋頂屋瓦的原色是赭紅色，係因長期風化才呈黑色；在文化局邀集地方民意協商後，表決定案將屋瓦修復為材質本來的赭紅色。

## 文物
東門樓現正面高懸「大啟文明」橫額，為模擬出身瀰濃庄的黃驤雲於道光9年（1829年）高中進士而在門樓題字之橫額。

## 圖片

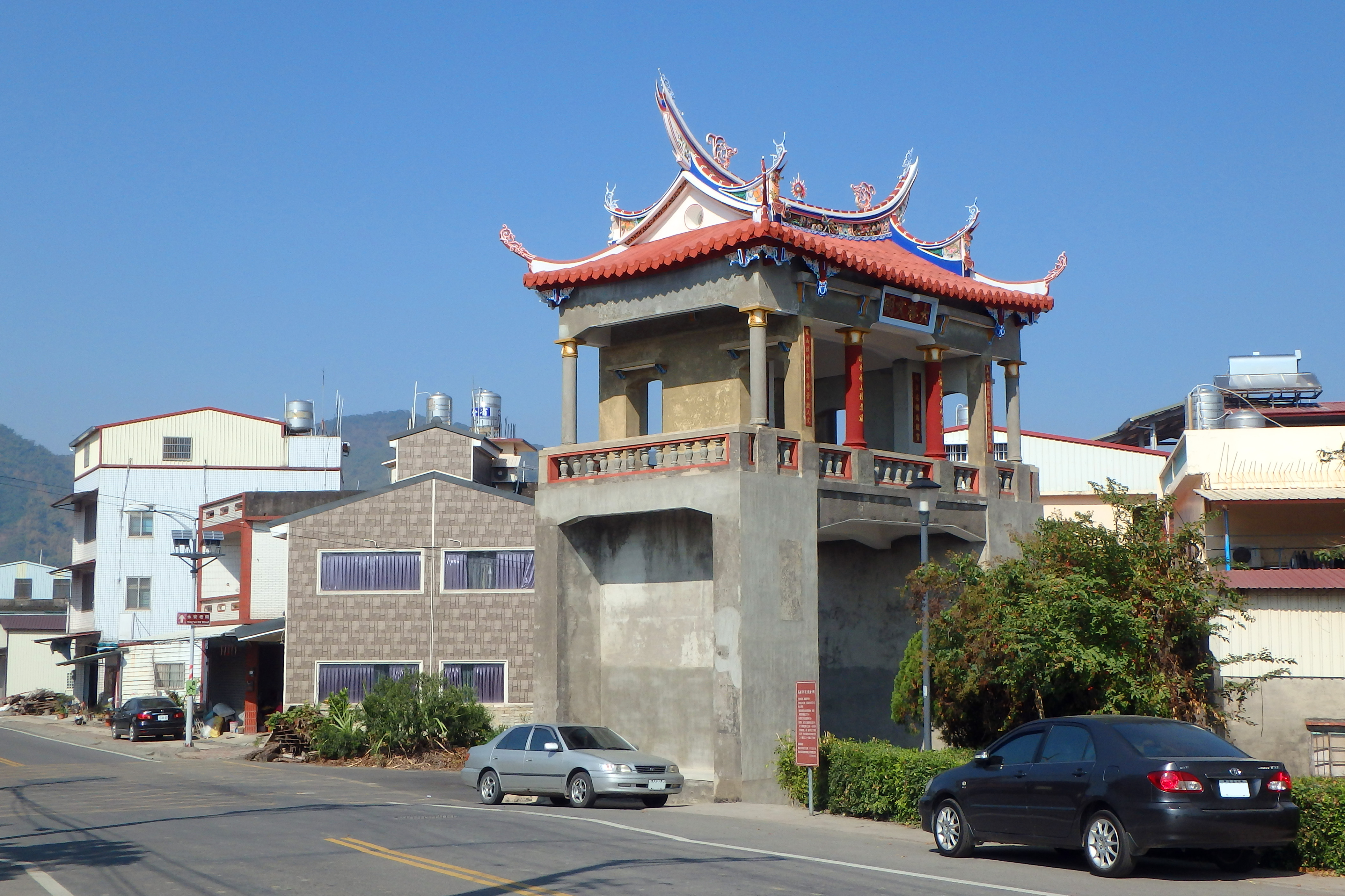
側面與周邊
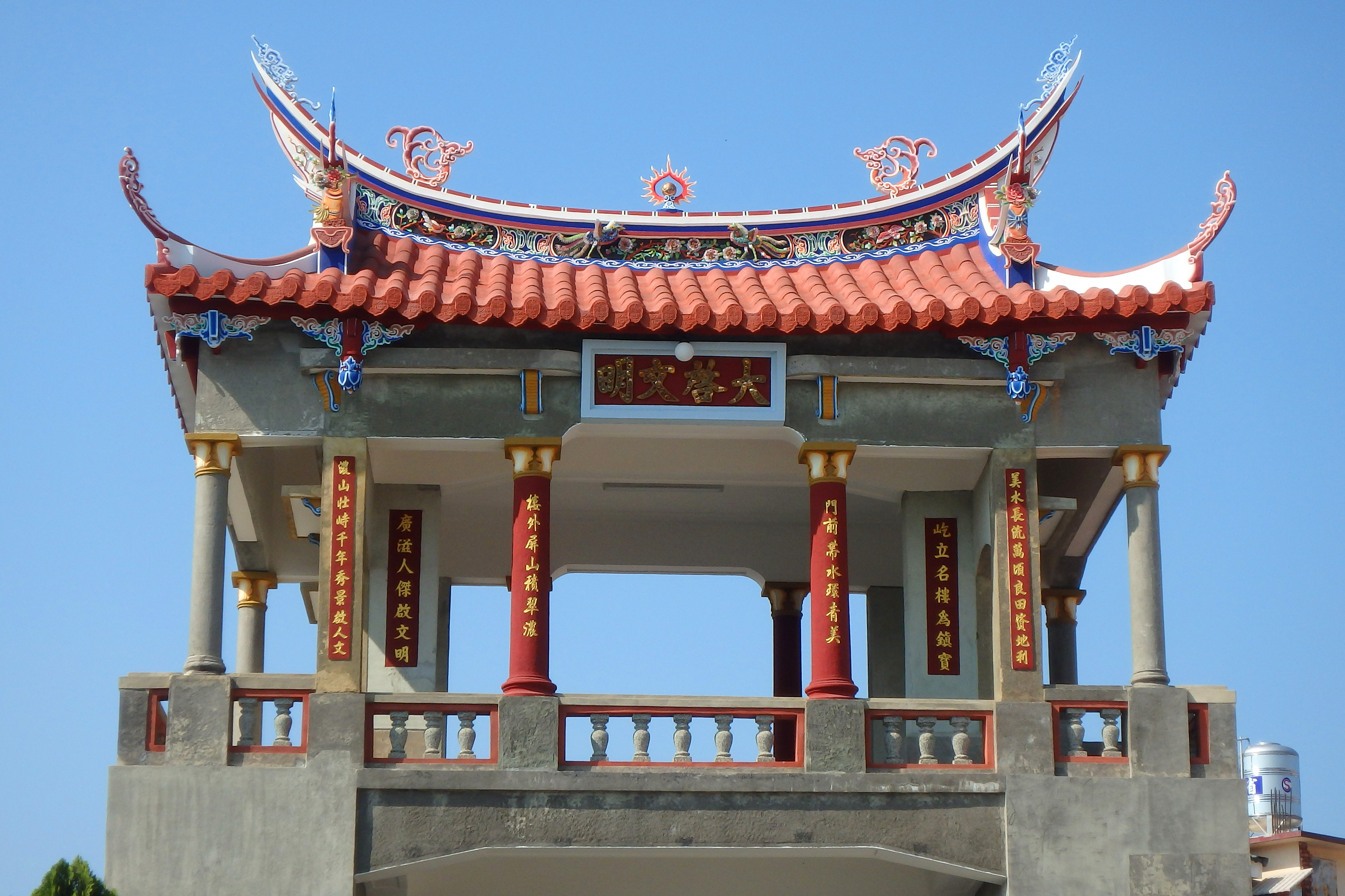
門樓
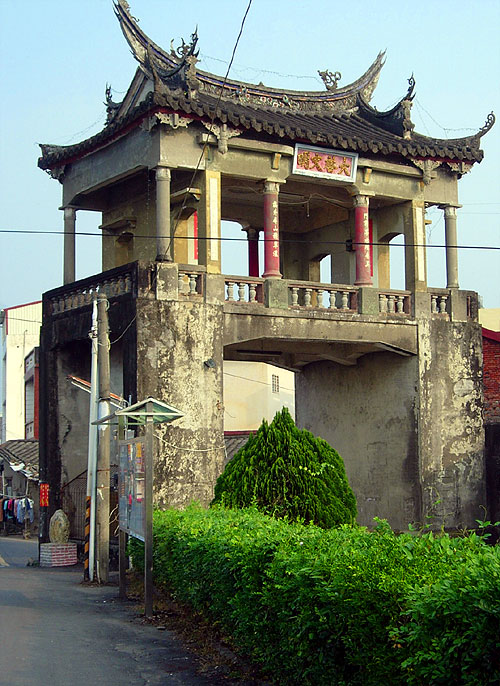
舊貌（2014/12前）
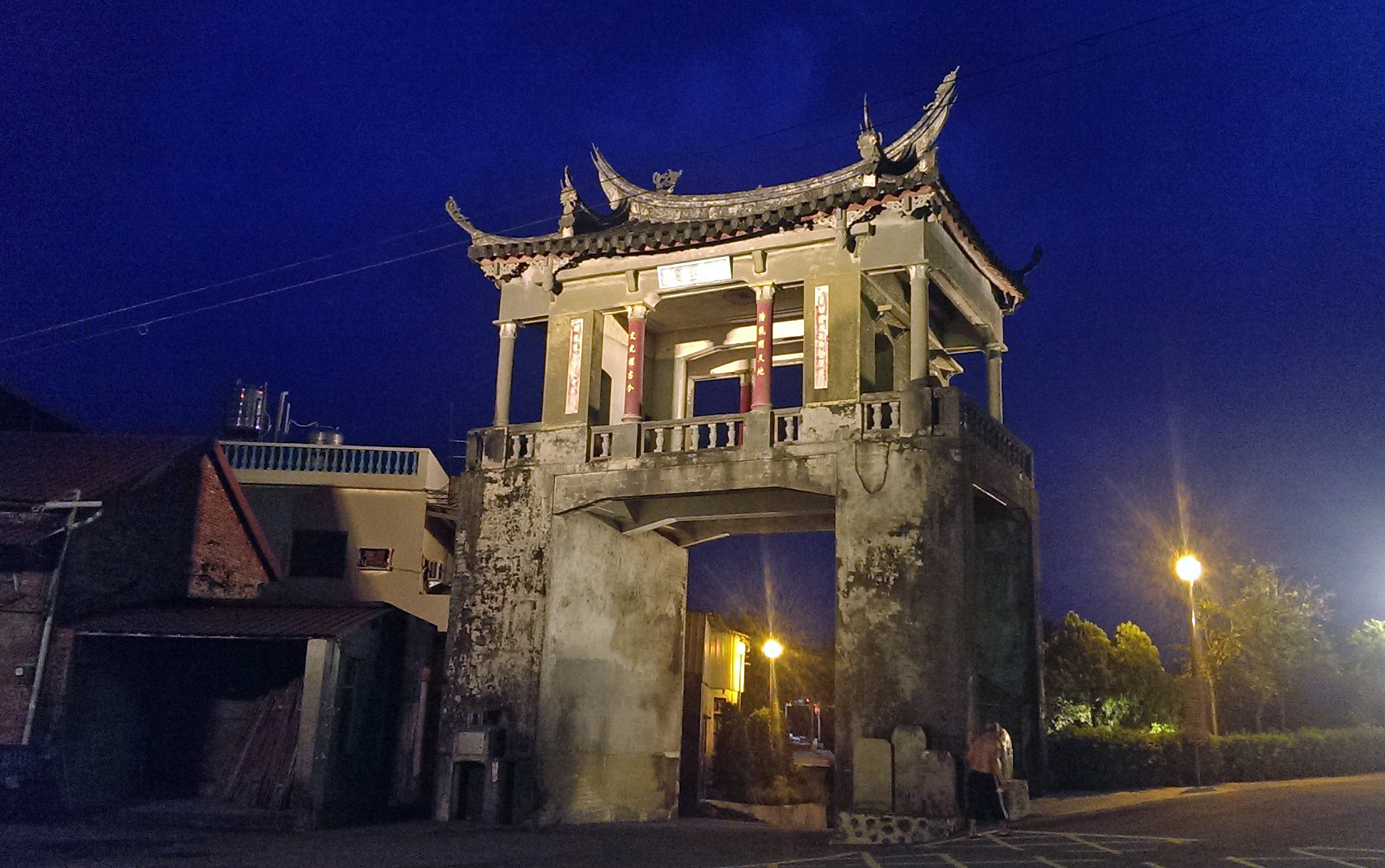
舊貌夜景